# RFL Championship 1934-35
El Championship de 1934-35 fue la 40.º edición del torneo de rugby league más importante de Inglaterra.

## Formato
Los equipos se enfrentaron en formato de todos contra todos, los primeros cuatro equipos clasificaron a postemporada.
Se otorgaron 2 puntos por cada victoria, 1 por el empate y 0 por la derrota.

## Desarrollo

### Tabla de posiciones
| Pos. | Equipo               | Encuentros | Encuentros | Encuentros | Encuentros | Tantos | Tantos | Puntos |
| Pos. | Equipo               | PJ         | PG         | PE         | PP         | F      | C      | Puntos |
| ---- | -------------------- | ---------- | ---------- | ---------- | ---------- | ------ | ------ | ------ |
| 1    | Swinton Lions        | 38         | 30         | 1          | 7          | 468    | 175    | 61     |
| 2    | Warrington Wolves    | 38         | 28         | 3          | 7          | 445    | 253    | 59     |
| 3    | Wigan Warriors       | 38         | 26         | 4          | 8          | 790    | 290    | 56     |
| 4    | Salford Red Devils   | 38         | 27         | 1          | 10         | 478    | 272    | 55     |
| 5    | Leeds Rhinos         | 38         | 26         | 2          | 10         | 531    | 321    | 54     |
| 6    | Hull FC              | 38         | 25         | 0          | 13         | 562    | 430    | 50     |
| 7    | Huddersfield Giants  | 38         | 22         | 3          | 13         | 552    | 379    | 47     |
| 8    | York FC              | 38         | 21         | 3          | 14         | 527    | 374    | 45     |
| 9    | Castleford Tigers    | 38         | 20         | 3          | 15         | 512    | 355    | 43     |
| 10   | St Helens Recs       | 38         | 21         | 1          | 16         | 431    | 404    | 43     |
| 11   | Hunslet FC           | 38         | 21         | 0          | 17         | 549    | 461    | 42     |
| 12   | Keighley Cougars     | 38         | 20         | 2          | 16         | 398    | 479    | 42     |
| 13   | Broughton Rangers    | 38         | 20         | 1          | 17         | 451    | 357    | 41     |
| 14   | Halifax RLFC         | 38         | 18         | 4          | 16         | 380    | 314    | 40     |
| 15   | Liverpool Stanley    | 38         | 18         | 2          | 18         | 399    | 287    | 38     |
| 16   | Wakefield Trinity    | 38         | 18         | 1          | 19         | 494    | 331    | 37     |
| 17   | Widnes               | 38         | 18         | 0          | 20         | 395    | 339    | 36     |
| 18   | Oldham RLFC          | 38         | 15         | 4          | 19         | 358    | 447    | 34     |
| 19   | Rochdale Hornets     | 38         | 16         | 1          | 21         | 395    | 521    | 33     |
| 20   | Barrow Raiders       | 38         | 15         | 1          | 22         | 396    | 460    | 31     |
| 21   | St Helens RFC        | 38         | 14         | 3          | 21         | 278    | 377    | 31     |
| 22   | Dewsbury Rams        | 38         | 14         | 2          | 22         | 307    | 501    | 30     |
| 23   | Hull Kingston Rovers | 38         | 13         | 1          | 24         | 414    | 514    | 27     |
| 24   | Leigh Centurions     | 38         | 13         | 0          | 25         | 311    | 589    | 26     |
| 25   | Bradford Northern    | 38         | 11         | 1          | 26         | 321    | 580    | 23     |
| 26   | Batley Bulldogs      | 38         | 9          | 1          | 28         | 306    | 603    | 19     |
| 27   | Featherstone Rovers  | 38         | 6          | 0          | 32         | 293    | 804    | 12     |
| 28   | Bramley RLFC         | 38         | 4          | 1          | 33         | 337    | 861    | 9      |

|  | Clasificados a postemporada. |

### Postemporada

#### Semifinal
| 27 de abril de 1935 | Swinton Lions | 21 - 2 | Salford Red Devils |  |  |

| 27 de abril de 1935 | Warrington Wolves | 9 - 0 | Wigan Warriors |  |  |

#### Final
| 9 de mayo de 1935 | Warrington Wolves | 3 - 14 | Swinton Lions | Fartown Ground, Huddersfield |  |

| Bandera de Inglaterra |
| Campeón Swinton Lions |
| Cuarto título         |